# Nannocyrtopogon oculatus
Nannocyrtopogon oculatus là một loài ruồi trong họ Asilidae. Nannocyrtopogon oculatus được Wilcox & Martin miêu tả năm 1936. Loài này phân bố ở vùng Tân Bắc giới.